# Pusher II
Pusher II eller With Blood on My Hands - Pusher II är en dansk gangsterfilm från 2004 med Mads Mikkelsen i huvudrollen. Filmen är en uppföljare till Pusher. 

## Handling
Tonny har just kommit ut från fängelset. Han måste nu ta hand om den son han fått reda på att han har samtidigt som han försöker vinna sin fars, en brutal gangsterkung, kärlek. 

## I rollerna
- Mads Mikkelsen - Tonny
- Leif Sylvester - Smeden
- Øyvind Hagen-Traberg - Ø
- Anne Sørensen - Charlotte
- Kurt Nielsen - Kusse-Kurt
- Dan Dommer - Den gamle
- Karsten Schrøder - Røde
- Maria Erwolter -Gry
- Zlatko Buric - Milo
- Ilyas Agac - Lille Muhammed
- Maya Ababadjani - Hora
- Linse Kessler - Jeanette
- Vasilije Bojicic - Vanja
- Luis Werner Grau - Valdmar [1]

## Om filmen
Precis som Pusher så är filmen fotad i "cinema verite"-stil med handhållen kamera. Filmen är dock inte Dogma 95 och Winding Refn har tagit avstånd från rörelsen. Många scener är filmade med monochroma färger och stora kontrast för att spegla Refns färgblindhet. Vissa scener är filmade helt i rött, vilken Refn ser som den mest organiska färgen. Nicolas Winding Refn gjorde filmen för att han hamnat i en finansiell kris efter floppen "Fear X". Han såg dock snabbt chansen att utvecklas konstnärligt med filmen.